# Погорелов, Иван Семёнович
Иван Семёнович Погорелов (9 февраля 1913, Новый Егорлык, Ставропольская губерния — 9 ноября 2019, Москва) — советский лётчик гражданской авиации и педагог. Начальник Краснокутского лётного училища гражданской авиации (1948—1951) и Кировоградского лётного училища гражданской авиации (1960—1975). Заслуженный пилот СССР (1969). 

## Биография
Иван Погорелов родился 9 февраля 1913 года в крестьянской семье в селе Новый Егорлык Ново-Егорлыкской волости Медвеженского уезда Ставропольской губернии, ныне село — административный центр Новоегорлыкского сельского поселения Сальского района Ростовской области. У Семена Васильевича и Агафьи Иосифовны (урожденной Берест) было девятнадцать детей, но из них выжило только пятеро: три сына и две дочери. Младший брат Василий (род. 1927) тоже стал лётчиком.
После окончания 3-х классов школы в 1934 году , по комсомольской путевке направлен поступить в летное училище.
В 1937 году, после окончания Батайской авиационной школы пилотов имени А. К. Серова, был оставлен в школе пилотом–инструктором.
В 1941 году был направлен для работы в 73-ю учебную эскадрилью Гражданского воздушного флота (с 4 мая 1943 года — Курганская авиационная школа пилотов ГВФ, в/ч 30024), летал на самолётах УТ-1, УТ-2, У-2, П-5, Як-12 и Як-18.
С 1948 по 1951 годы — начальник Краснокутского лётного училища гражданской авиации. 
С 1951 года после окончания Курсов усовершенствования высшего и старшего начальствующего состава в Ленинграде, работал на должностях заместителя командира по лётной подготовке Днепропетровской авиагруппы ГВФ, заместителя начальника Западно–Сибирского управления ГВФ, командира Челябинского объединенного авиационного отряда ГВФ Уральского Управления гражданской авиации и командира Магаданской отдельной авиагруппы ГУ ГВФ.
С 1960 по 1975 годы — начальник Кировоградской школы высшей лётной подготовки. В 1971 году на базе КШВЛП было создано Кировоградское лётное училище гражданской авиации. Здесь он освоил самолёты Ан-2, Ли-2, Ил-14, Як-40 и Ан-24. 15 августа 1969 года Указом Президиума Верховного Совета СССР Ивану Семёновичу Погорелову присвоено звание Заслуженный пилот СССР.
С 1975 года, после окончания Ордена Ленина Академии гражданской авиации (г. Ленинград) преподавал там на учебно-лётной кафедре.
Иван Семёнович Погорелов умер 9 ноября 2019 года после тяжелого заболевания в одной из клиник Москвы.

## Награды и звания
- Заслуженный пилот СССР, 15 августа 1969 года
- Орден Трудового Красного Знамени
- Орден Знак Почёта